# Schematyzm Diecezji Częstochowskiej
Schematyzm Diecezji Częstochowskiej – rocznik urzędowy kościołów i duchowieństwa diecezji częstochowskiej.
Diecezja częstochowska została erygowana 28 października 1925 roku na mocy bulli papieskiej Vixdum Poloniae Unitas, wchodzącej w skład metropolii krakowskiej. 25 marca 1992 roku na mocy bulli papieskiej Totus Tuus Poloniae Populus, diecezja została podniesiona do godności archidiecezji i weszła w skład metropolii częstochowskiej.
Schematyzm był wydawany w latach 1926-1938 w języku łacińskim, a od 1939 roku w języku polskim. Treść roczników zawierała: wykaz hierarchii kościoła katolickiego w Polsce, wykaz członków kurii diecezjalnej, wykaz alumnów, wykaz stowarzyszeń kościelnych, wykaz dziekanów, wykaz prefektów szkolnych, wykaz dekanatów z parafiami zawierający nazwiska duchownych z podstawowymi informacjami o parafiach, wykaz duchownych emerytów, wykaz zmarłych duchownych, wykaz męskich zakonów i zgromadzeń zakonnych z nazwiskami zakonników z podstawowymi informacjami o kościołach, wykaz żeńskich zakonów i zgromadzeń zakonnych z nazwiskami sióstr zakonnych, alfabetyczny spis księży diecezjalnych, alfabetyczny spis księży zakonnych, alfabetyczny spis parafii.